# Scottish Citylink
Scottish Citylink Coaches Ltd. – brytyjski przewoźnik autobusowy obsługujący połączenia międzymiastowe na terenie Szkocji. Przedsiębiorstwo zostało założone w 1985 roku i jest obecnie spółką typu joint venture należącą do Stagecoach Group (35% udziałów) i ComfortDelGro (65%). Siedziba Scottish Citylink mieści się w Glasgow.
Spółka obsługuje połączenia między ok. 200 miastami w Szkocji. Rocznie z usług Scottish Citylink korzysta ok. 3 mln pasażerów.